# Bobrów (powiat legnicki)
Bobrów – wieś w Polsce położona w województwie dolnośląskim, w powiecie legnickim, w gminie Miłkowice. 

## Podział administracyjny
W latach 1975–1998 miejscowość administracyjnie należała do województwa legnickiego.

## Położenie
Wieś od początku lat 90. XX w. sąsiaduje od wschodu z obwodnicą zachodnią Legnicy (istnieją wjazdy - na obwodnicy obowiązuje nakaz jazdy prosto więc zjazdu brak), będącej częścią drogi krajowej nr 3.

## Historia
W 1378 r. jako właściciel części folwarcznej (alodium) wymieniony Mikołaj Krebel, protoplasta wrocławskiego rodu patrycjuszowskiego

## Zabytki
- folwark; zachowany jest jego układ przestrzenny, trzy skrzydła zabudowy, majdan folwarczny z oczkiem wodnym i przechodząca przez majdan droga. Budynki gospodarcze są bardzo zniszczone, drzewostan usytuowany w północnej i zachodniej części założenia przerzedzony[5]